# Survie sans progression
La survie sans aggravation, ou survie sans progression (SSP), est la durée pendant et après le traitement d'une maladie, comme le cancer, pendant laquelle un patient vit avec la maladie sans que celle-ci ne s'aggrave. En oncologie, la SSP fait généralement référence aux situations dans lesquelles une tumeur est présente et qui sont démontrées par des tests de laboratoire, radiologiques ou cliniques. De même, la « survie sans maladie » est la période qui s'écoule après que les patients ont reçu un traitement et n'ont plus de maladie détectable.  
La durée de progression (en anglais : time to progression (TTP)) est un autre indicateur qui ne tient pas compte des patients qui meurent d'autres causes, mais est par ailleurs un équivalent proche de la SSP (sauf si ces événements sont nombreux). La FDA donne des définitions distinctes et favorise la SSP.

## Contexte
La SSP est largement utilisée comme critère de substitution en oncologie. La définition de la « progression » fait généralement appel à des techniques d'imagerie (radiographies simples, tomodensitométrie, IRM, TEP, ultrasons) ou à d'autres moyens : la progression biochimique peut être définie sur la base d'une augmentation d'un marqueur tumoral (tel que le CA125 pour le cancer épithélial de l'ovaire ou le PSA pour le cancer de la prostate). Dans les essais cliniques, ce qui constitue précisément un « événement » dans la SSP (un événement étant soit une progression de la maladie, soit un décès) peut varier en fonction de la maladie spécifique et/ou des caractéristiques toxicologiques des traitements dans l'essai ; cependant, ceci est généralement défini dans le protocole d'essai avant le recrutement des patients.
En 2019, les changements dans les aspects radiologiques d'une lésion sont définis selon les critères RECIST (en). La progression peut également être due à l'apparition d'une nouvelle lésion ou à une progression non équivoque d'autres lésions, comme une augmentation de la taille ou l'extension des lésions aux tissus voisins. 
La survie sans progression est souvent utilisée comme alternative à la survie globale (SG). Pour certains cancers, la SSP et la SG sont étroitement liées, mais ce n'est pas le cas pour d'autres. Dans le cadre d'une étude consacrée aux compromis dans le traitement du cancer du rein, les médecins ont estimé que la SSP était le critère le plus important du traitement, alors que pour les patients, elle était moins importante que la fatigue, le syndrome main-pied et d'autres effets toxiques[réf. nécessaire].

## Aspects particuliers
Par définition, la mesure de la SSP est basée sur la date à laquelle la progression est détectée. L'un des avantages de la mesure de la SSP par rapport à la mesure de la SG est que la SSP apparaît avant le décès, ce qui donne des essais plus rapides. La SSP permet aussi de mieux comprendre les conséquences des maladies et des traitements autres que la mortalité, telles que la douleur, le dysfonctionnement des organes, l'interférence dans la vie quotidienne et d'autres effets qu'une maladie évolutive peut avoir sur le patient de son vivant. 
L'utilisation de la SSP comme preuve d'efficacité et d'approbation réglementaire est controversée. Elle est souvent utilisée comme critère d'évaluation clinique dans les essais contrôlés randomisés pour les thérapies anticancéreuses. C'est une mesure fréquemment utilisée par le National Institute for Health and Care Excellence au Royaume-Uni et la Food and Drug Administration aux États-Unis pour évaluer l'efficacité des traitements anticancéreux. Les études montrent que les nouveaux médicaments anticancéreux approuvés par la Food and Drug Administration américaine améliorent la survie sans progression d'une durée médiane de 2 à 3 mois, selon l'échantillon et la période analysée : 2,5 mois, 2,70 mois, 3,30 mois. 
Les améliorations de la SSP n'entraînent pas toujours des améliorations de la survie globale, et le contrôle de la maladie peut se faire au détriment des effets secondaires du traitement lui-même, ce qui a été décrit comme un exemple du sophisme de McNamara,. 